# Transpazifisches Telegrafenkabel

Telegrafenkabel der Welt (1903)

Transpazifische Telegrafenkabel waren in der ersten Hälfte des 20. Jahrhunderts für die elektrische Telegrafie zwischen Nordamerika und Australien beziehungsweise Nordamerika und Asien durch den Pazifik verlegte Seekabel.

## Hintergrund
Nach den ersten Telegrafenlinien, die in den 1830er- und 1840er-Jahren an Land errichtet und erfolgreich in Betrieb genommen worden waren, kam immer stärker die Idee auf, auch Unterseekabel zu verlegen. So wurde Anfang der 1850er-Jahre die Telegrafenlinie Dover–Calais errichtet und dazu ein Kabel quer durch den Ärmelkanal gezogen. Die nächste große Herausforderung, die im Jahr 1857 angegangen wurde, war das transatlantische Telegrafenkabel. Nach mehreren Fehlschlägen glückte dies endlich im Juli 1866.
Noch für mehrere Jahrzehnte klaffte jedoch eine riesige Lücke im anvisierten weltumspannenden Telegrafennetz – die Verbindung von Nordamerika über den Pazifik nach Asien und Australien.

## Britisches Kabel 1902

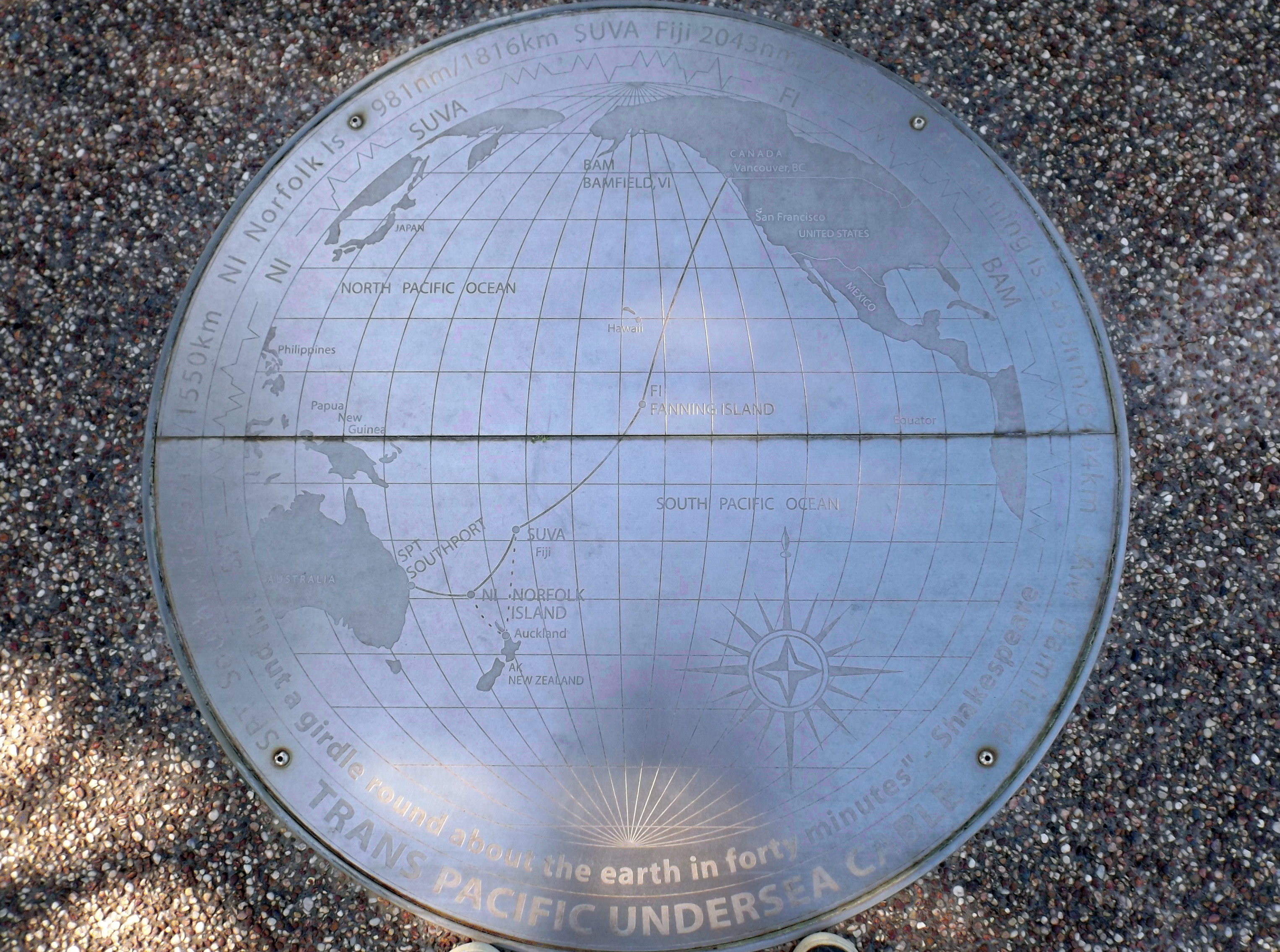
Plakette vor der Kabelstation in Southport (Australien) (2015)

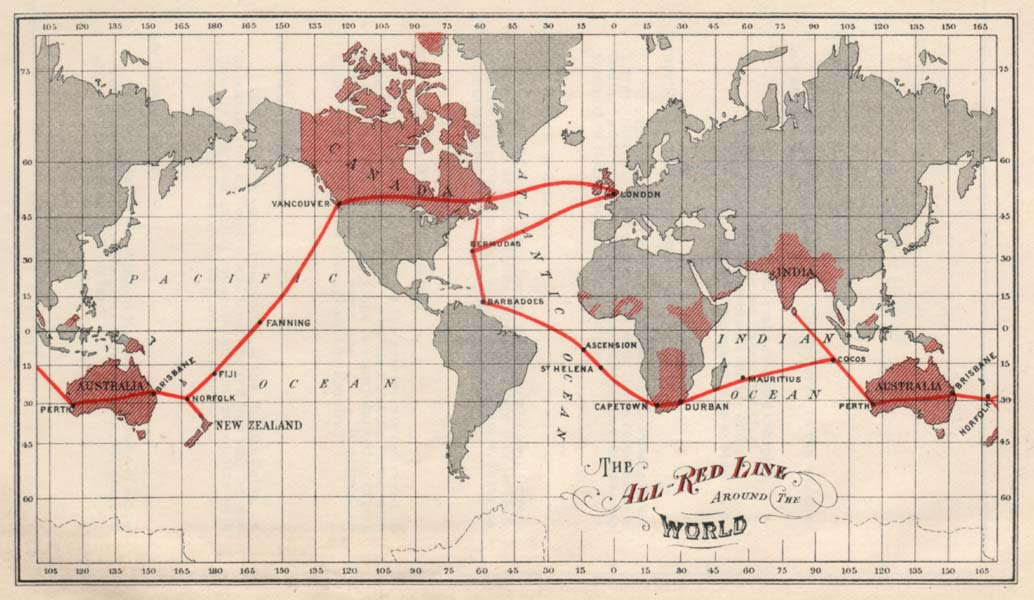
Weltumspannende All Red Line (um 1903)

In den letzten Jahrzehnten des 19. Jahrhunderts hatten sich bereits mehrere bedeutende Persönlichkeiten für die Verlegung eines transpazifischen Kabels ausgesprochen. Besonders engagiert war Sandford Fleming (1827–1915), ein nach Kanada ausgewanderter Ingenieur schottischer Herkunft, der sich bereits um den Ausbau des kanadischen Eisenbahn- und Telegrafennetzes große Verdienste erworben hatte.
Im Jahr 1901 verabschiedeten die Regierungen Großbritanniens, Kanadas, Neuseelands und Australiens gemeinsam den Pacific Cable Act. Der Plan war, ein Kabel von Vancouver Island an der Westküste Kanadas in südwestliche Richtung durch den Pazifik über Fanning Island (knapp 2000 km südlich von Hawaii), Fidschi und die Norfolkinsel (1400 km östlich des australischen Festlands) bis nach Neuseeland und Australien zu verlegen. Als Bestimmungsort dort wurde Southport ausgewählt, gut 70 km südlich von Brisbane.
Als Kabelleger standen zwei Schiffe zur Verfügung: das 1898 gebaute Cable Ship CS Anglia sowie die im Jahr 1902 speziell zu diesem Zweck gebaute CS Colonia. Nachdem im März und April 1902 die Anglia drei Seekabel gelegt hatte und damit die Pacific Cable Station in Southport mit der Norfolkinsel 1400 km östlich und diese weiter mit Neuseeland 850 km im Südosten sowie Fidschi 1600 km im Nordosten verbunden hatte, begann die Colonia im September 1902 mit der Auslegung des langen Transpazifikkabels von Kanada aus. Dessen innere Litze bestand aus Kupferdrähten, war mit Guttapercha isoliert und außen durch eine Armierung aus zwölf Stahllitzen geschützt. Der äußere Kabeldurchmesser betrug 22 mm.
Nach Abschluss der Vorarbeiten, begann die Verlegung am 18. September 1902 in Bamfield an der Westküste von Vancouver Island. Nur zweieinhalb Wochen später, am 8. Oktober, erreichte die Colonia Fanning Island. Sie hatte mit 3459 sm (6406 km) das damals längste Kabel der Welt verlegt, großteils in einer Tiefe um 5500 m, teilweise bis zu 6200 m tief. Die Gesamtlänge dieses British Pacific Cable betrug etwa 7900 sm (14.600 km) und damit deutlich mehr als die ersten transatlantischen Telegrafenkabel, die etwa 3200 km überbrückten. Gleichzeitig war damit erstmals der gesamte Erdball umschlossen (siehe auch: All Red Line).

## Amerikanisches Kabel 1903

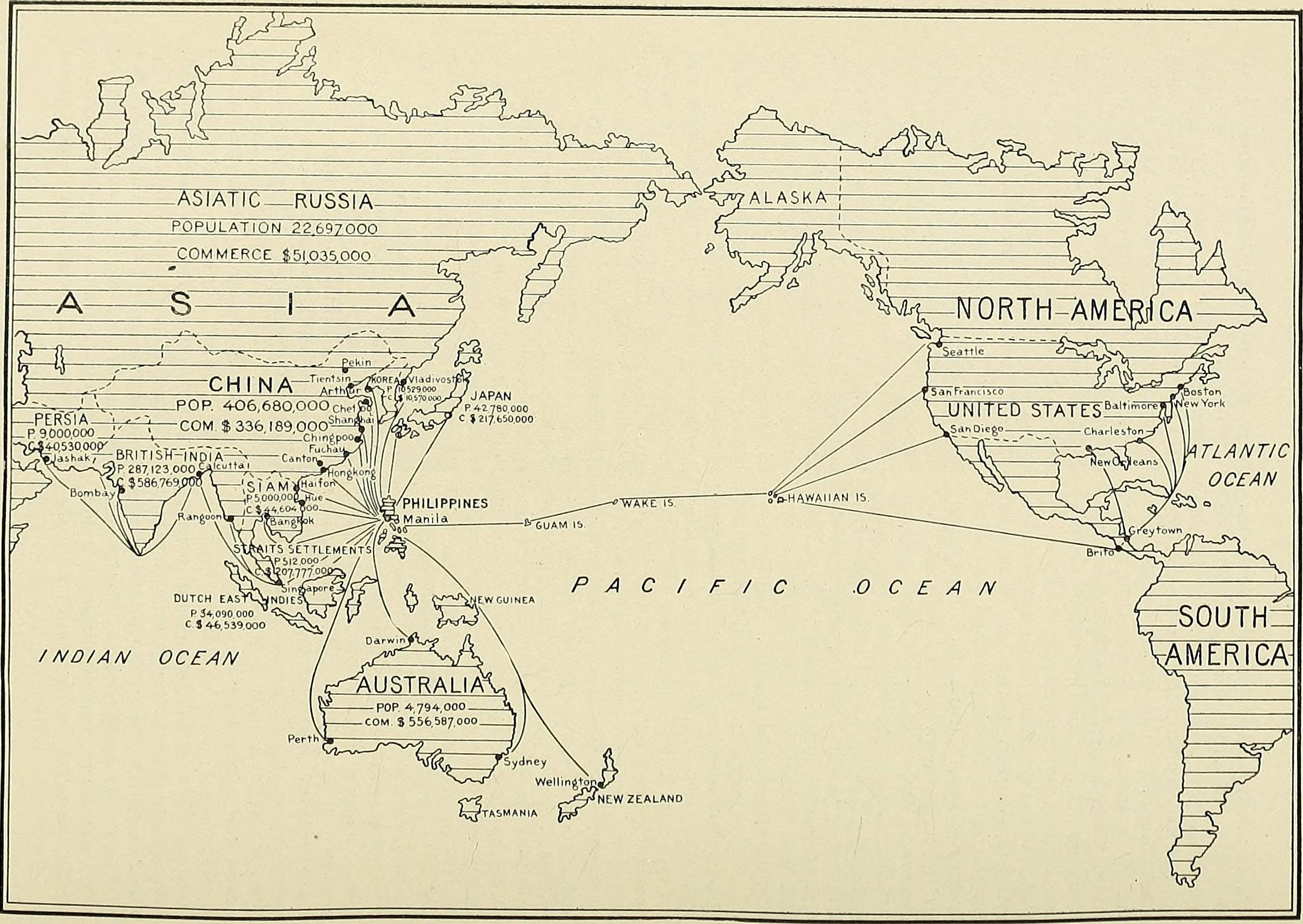
Karte der US‑amerikanischen Kabel im National Geographic Magazine (1902)

Übertroffen wurde diese Rekordlänge ein Jahr später durch das erste US‑amerikanische transpazifische Telegrafenkabel. Es wurde von San Francisco aus westwärts in mehreren Abschnitten über Honolulu, Midway, Guam nach Manila verlegt und bis Shanghai verlängert. Die Gesamtlänge betrug nahezu 10.000 sm (18.000 km). Das erste Telegramm von San Francisco nach Manila wurde am 4. Juli 1903 übertragen.